# Comuna Dobje
Dobje (Občina Dobje) este o comună din Slovenia, cu o populație de 1.008 locuitori (2002).

## Localități
Brezje pri Dobjem, Dobje pri Planini, Gorica pri Dobjem, Jezerce pri Dobjem, Lažiše, Presečno, Ravno, Repuš, Slatina pri Dobjem, Suho, Škarnice, Večje Brdo, Završe pri Dobjem